# Monaco op het Eurovisiesongfestival 1979
Monaco nam deel aan het  Eurovisiesongfestival 1979, gehouden  in Jeruzalem, Israël. Het was de 21ste deelname van Monaco op het festival. Het zou hun laatste deelname zijn voor ze 24 jaar van het toneel zouden verdwijnen en pas in 2004 zouden terugkomen.

## Selectieprocedure
Monaco koos zijn inzending voor het Eurovisiesongfestival 1979 via een interne selectie. Er werd gekozen voor Laurent Vaguener met het lied Notre vie c'est la musique.

## In Jeruzalem
In Jeruzalem moest Monaco als zesde aantreden na Finland en voor Griekenland. Aan het einde van de puntentelling bleek dat Monaco op de zestiende plaats was geëindigd met 12 punten. 
België en Nederland hadden geen punten over voor deze inzending.

### Gekregen punten

#### Finale
| 12 punten | 10 punten    | 8 punten    | 7 punten          | 6 punten   |
| --------- | ------------ | ----------- | ----------------- | ---------- |
|           |              |             |                   |            |
| 5 punten  | 4 punten     | 3 punten    | 2 punten          | 1 punt     |
|           | - Denemarken | - Frankrijk | - Italië - Spanje | - Portugal |

### Punten gegeven door Monaco

#### Finale
Punten gegeven in de finale:
| 12 punten | Duitsland           |
| 10 punten | Frankrijk           |
| 8 punten  | Israël              |
| 7 punten  | Griekenland         |
| 6 punten  | Noorwegen           |
| 5 punten  | Portugal            |
| 4 punten  | Luxemburg           |
| 3 punten  | Denemarken          |
| 2 punten  | Zwitserland         |
| 1 punt    | Verenigd Koninkrijk |

1959 · 1960 · 1961 · 1962 · 1963 · 1964 · 1965 · 1966 · 1967 · 1968 · 1969 · 1970 · 1971 · 1972 · 1973 · 1974 · 1975 · 1976 · 1977 · 1978 · 1979 · 1980-2003 · 2004 · 2005 · 2006 · 2007-2025